# Алісія де Ларроча
Алісія де Ларроча і де ла Кальє (ісп. Alicia de Larrocha y de la Calle; 23 травня 1923, Барселона — 25 вересня 2009, Барселона) — іспанська піаністка та композиторка з Каталонії, визнана найкращою іспанською піаністкою сучасності.

## Біографія
Вчилася музики з трирічного віку у Френка Маршалла, дала перший концерт у віці шести років у рамках масштабної ібероамериканської виставки 1929 року в Севільї; перший її запис (дві невеликі п'єси Фредеріка Шопена) був зроблений у 9-річному віці. В 11 років вперше виступила з Мадридським симфонічним оркестром.
З 1947 року де Ларроча широко гастролює, в 1954 році на запрошення диригента Альфреда Валленштейна здійснила перше турне по США з Лос-Анджелеським філармонічним оркестром. Незважаючи, що піаністку дуже добре прийняли під час її першого туру по Європі, вона не прагнула гастролювати і до 1965 року, коли уклала контракт з британським лейблом Decca Records, жила і давала концерти практично виключно в Іспанії. З 1965 року де Ларроча стала регулярно виступати в Європі і США, де мала великий успіх. Після цього артистка гастролювала в Австралії та Новій Зеландії, Японії та Гонконгу, багатьох країнах Африки і Латинської Америки, виступала в найбільших залах Європи. Крім сольних концертів, зарекомендувала себе і як відмінна ансамблістка: в 1950-ті роки виступала спільно з віолончелістом Гаспаром Кассадо, а згодом регулярно співпрацювала зі своєю знаменитою співвітчизницею співачкою Вікторією де лос Анхелес і з квартетом «Гварнері».
Спочатку піаністка надавала перевагу моцартівському репертуару, проте надалі в силу її прагнення пропагувати іспанську і латиноамериканську музику з її ім'ям стали пов'язувати переважно твори таких авторів, як Антоніо Солер, Ісаак Альбеніс і вчитель її вчителя (а також її матері і тітки) Енріке Гранадос.
Останній раз Алісія де Ларроча виступала в 2003 році в Барселоні на честь свого 80-річчя.

## Нагороди
З чотирьох премій «Греммі», отриманих Алісією де Ларроча, дві присуджені за виконання сольних творів Альбеніса (1974, 1988), одна — Гранадоса (1991) і ще одна (1975) — за фортепіанні концерти Равеля і Габріеля Форе.
У 1978 році журнал «Мюзікал Америка» обрав її «музикантом року» в США.
Серед інших нагород Алісії де Ларроча — Медаль Альбеніса (2004) та Премія Принца Астурійського (1994).

## Репертуар
Де Ларочча була еталонною виконавицею творів іспанських композиторів. Виконавську перевагу де Ларроча в іспанському матеріалі визнавав навіть Володимир Горовиць. Значну частину постійного репертуару піаністки складали твори Моцарта, Баха і Доменіко Скарлатті, також вона грала багато «класичних» концертів для фортепіано з оркестром, зокрема Рахманінова; у 1986 році записала всі фортепіанні концерти Бетховена з Берлінським симфонічним оркестром.
Діапазон творчих інтересів і можливостей де Лароччі дуже широкий і простягається, за її визначенням, від Баха і Скарлатті до Прокоф'єва і Хачатуряна. Високу оцінку критики отримали пластинки з її записами творів Баха, кількох концертів і сонат Моцарта, творів Шумана, обох концертів Равеля, фантазії Форе.